# Arc capable

Le lieu des points M tels que donné est l'arc de cercle capable.

En géométrie euclidienne plane, la notion d'arc capable est un lieu géométrique caractérisé par la question suivante :
Étant donnés deux points A et B, quel est l'ensemble des points M du plan tel que l'angle {\displaystyle {\widehat {AMB}}} soit égal à une valeur constante donnée α ?
En fait sauf dans le cas où A, B, et M sont alignés (et dans ce cas le lieu cherché est la droite (AB)), le lieu des points M est situé sur un arc de cercle dont [AB] est une corde. On l'appelle l'arc capable,,. On dit que le segment [AB] est vu depuis l'arc sous l'angle α ou encore que l'arc {\displaystyle {\overset {\displaystyle \frown }{AB}}} est capable d'inscrire un angle de la mesure α.
Le théorème de l'arc capable est très lié au théorème de l'angle inscrit dont on peut considérer qu'il est la réciproque. On peut aussi l'étudier sous l'angle des propriétés des homothéties du plan euclidien.
La construction des arcs capables était une technique utilisée autrefois pour déterminer la position des navires.

## Théorème de l'arc capable
Théorème — Soient A et B deux points du plan et α un réel donné. L'ensemble des points M du plan différents de A et B tels que {\displaystyle ({\overrightarrow {MA}},{\overrightarrow {MB}})=\alpha \mod {\pi }} est :
- la droite (AB) privée des points A et B si α = 0 mod π ;
- un cercle passant par A et B et privé des points A et B sinon.

Dans la formulation du théorème ci-dessus {\displaystyle \left({\overrightarrow {MA}},{\overrightarrow {MB}}\right)} désigne un angle orienté. On peut aussi reformuler ce résultat en considérant l'angle géométrique {\displaystyle {\widehat {AMB}}} :
Théorème — 
Soient A et B deux points du plan et α un réel donné tel que 0 < α < π. L'ensemble des points M d'un des demi-plans ouverts délimités par la droite {\displaystyle (AB)} tels que {\displaystyle {\widehat {AMB}}=\alpha } est un arc de cercle {\displaystyle {\overset {\displaystyle \frown }{AB}}} ouvert (c'est-à-dire dont les extrémités A et B sont exclues).
Cet arc est appelé l'arc capable {\displaystyle {\overset {\displaystyle \frown }{AB}}}.
Une démonstration figure dans l'article sur le théorème de l'angle inscrit.

## Construction géométrique d'un arc capable

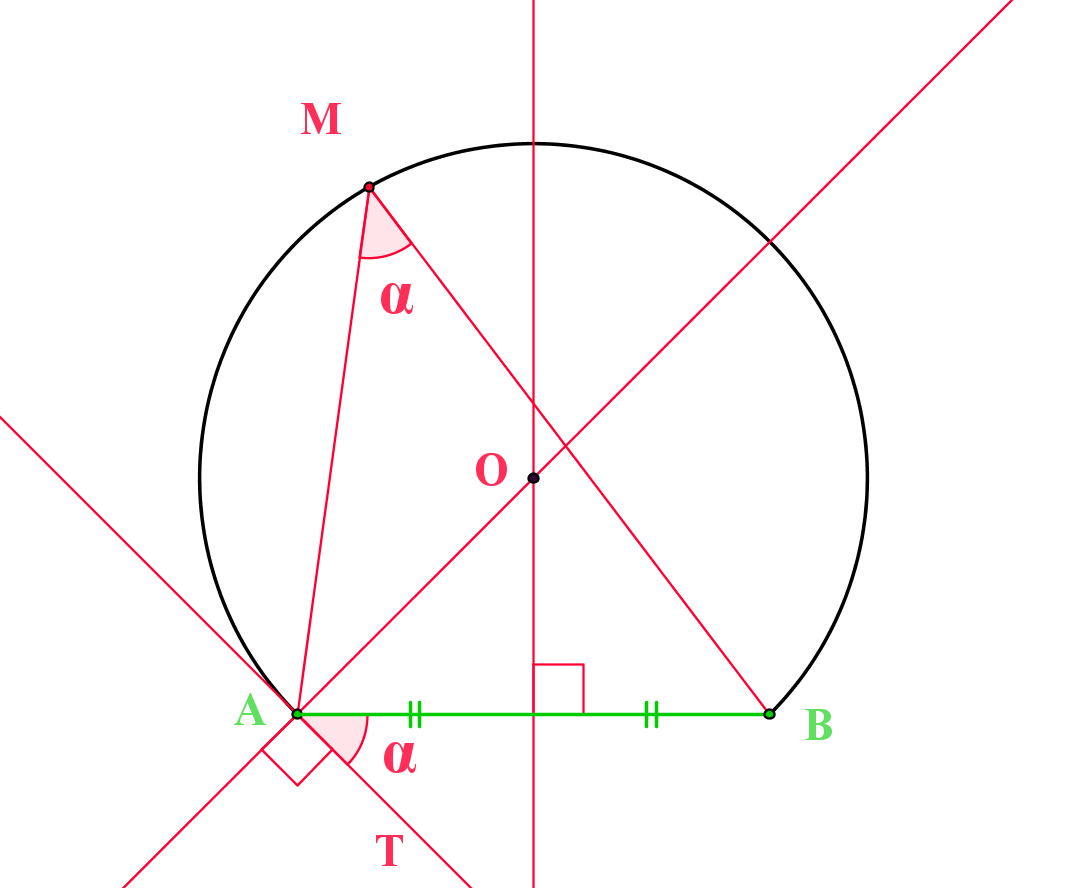
Le centre O du cercle porteur de l'arc capable est situé à l'intersection de la médiatrice de la corde [AB] et de la perpendiculaire en A à la tangente [AT].

Pour construire un arc capable, il est bon d'avoir remarqué que lorsque M tend vers A, [MB] tend vers la corde [AB] et (MA) tend vers la tangente au cercle en A, que nous noterons [AT). L'angle entre la tangente [AT) au cercle en A et la corde [AB] a donc pour mesure α. L'article sur le théorème de l'angle inscrit propose une démonstration de cette propriété.
En utilisant un rapporteur et en reportant l'angle α en A, on peut donc construire la tangente au cercle en A. Le centre O du cercle porteur de l'arc capable est situé à l'intersection de la médiatrice de la corde [AB] et de la perpendiculaire en A à la tangente [AT).
Le rayon R de l'arc capable se calcule aisément en considérant le triangle rectangle  issu de la division en 2 du triangle isocèle AOB. L'angle au sommet de AOB étant de 2α (cf. : théorème de l'angle inscrit), la séparation de AOB en deux triangles rectangles via la médiatrice de AB, permet de scinder en deux angles égaux l'angle AOB, ce qui permet d'écrire :
{\displaystyle {{AB \over 2} \over R}=\sin(\alpha )}
donc :
{\displaystyle R={AB \over 2}{1 \over \sin(\alpha )}={AB \over 2}\csc(\alpha )}
La distance du centre O du cercle au segment AB vaut : {\displaystyle R\cos(\alpha )={AB \over 2}{\cos(\alpha ) \over \sin(\alpha )}={AB \over 2}\mathrm {cotan} (\alpha )}

## Application
Cette technique est l'une des méthodes utilisées autrefois par les marins en navigation côtière, pour déterminer la position du navire. Le sextant, lorsqu'il est utilisé dans le plan horizontal, permet de mesurer l'angle entre deux amers. Ainsi, observant à l'horizon deux amers, c'est-à-dire deux points de repère identifiés, comme des phares, château d'eau, etc., on peut mesurer l'angle entre ces deux points, et ensuite tracer, sur la carte, l'arc capable correspondant à ces deux amers et à l'angle mesuré,,. En répétant l'opération avec deux autres amers, on obtient la position du navire sur la carte à l'intersection des deux arcs capables.